# 施塔沃恩
施塔沃恩是德国下萨克森州的一个市镇。总面积50.96平方公里，总人口1097人，其中男性575人，女性522人（2011年12月31日），人口密度22人/平方公里。